# 富山県道355号才川七法林寺線
富山県道355号才川七法林寺線（とやまけんどう355ごう さいかわしちほうりんじせん）は、富山県南砺市内を通る一般県道（富山県道）である。

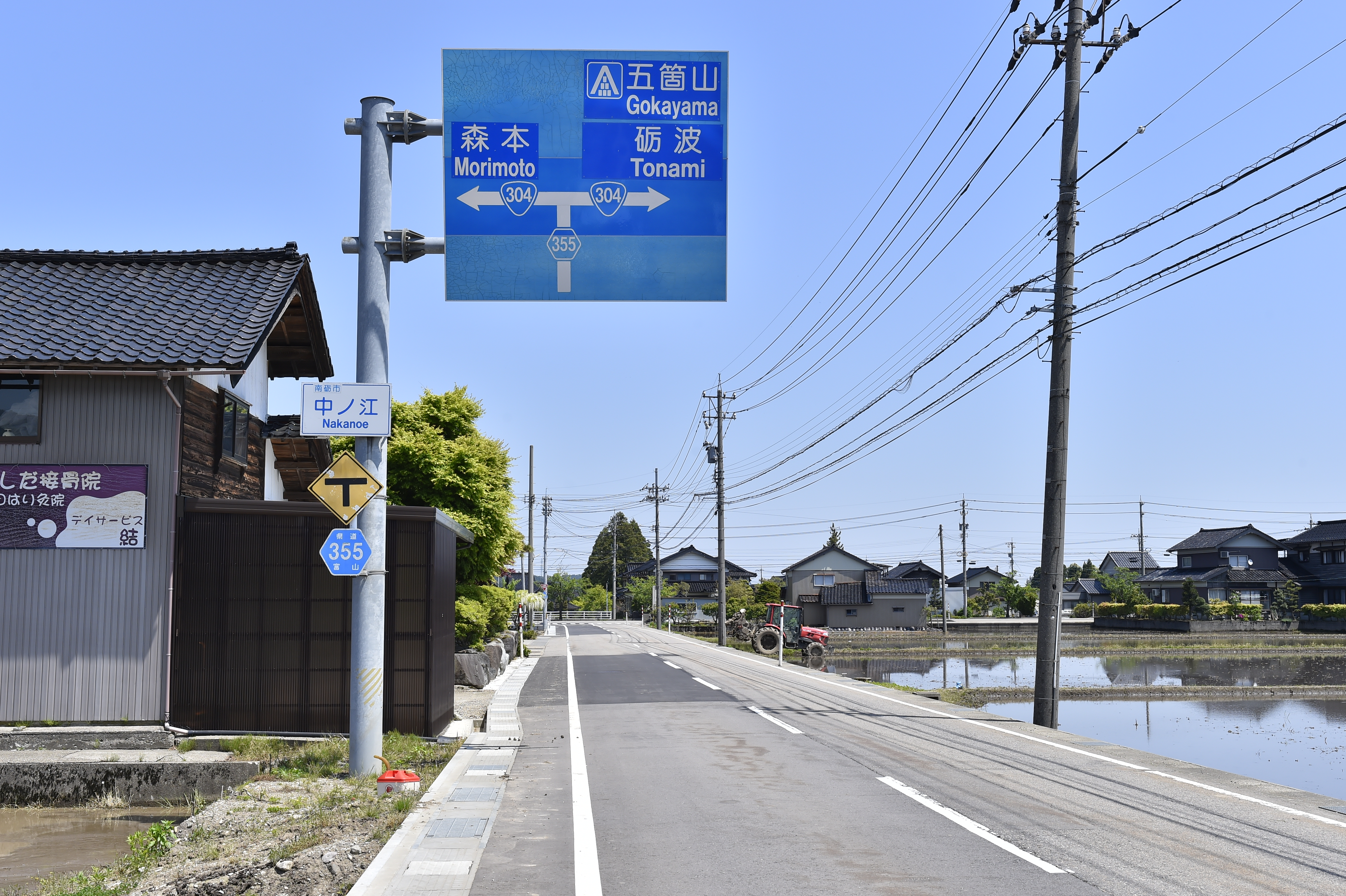
富山県道355号才川七法林寺線
南砺市中ノ江（2022年5月）

## 概要
- 起点：富山県南砺市才川七字上田1234（＝才川七交差点・富山県道10号金沢湯涌福光線交点）
- 終点：富山県南砺市中ノ江78（＝国道304号交点）

## 接続道路
- 富山県道10号金沢湯涌福光線、富山県道291号才川七城端線（南砺市才川七・才川七交差点：起点）
- 富山県道27号金沢井波線（南砺市法林寺・法林寺交差点）
- 国道304号（南砺市中ノ江）

## 通過する自治体
- 富山県
  - 南砺市

## 周辺
- 小矢部川
- 太美郵便局
- 医王山
- イオックス・アローザ
- 中外電気工業 富山工場
- 北陸電力 福光変電所
- 南砺市福光西部体育館
- 南砺市立福光中部小学校
- 道の駅福光